# دیوید بی (بوکسور)
دیوید بی (۱۱ مارس ۱۹۵۷–۱۴ سپتامبر ۲۰۱۷) یک بوکسور سنگین‌وزن اهل آمریکا بود که عنوان USBA را داشت. او در سال ۱۹۸۵ لری هلمز را طی یک مبارزه ناموفق بر سر عنوان قهرمانی جهان، به چالش کشید.
بی یک بوکسور آماتور برجسته بود که این ورزش را برای کاهش وزن آغاز کرده بود و در نهایت به عضویت تیم بوکس ارتش ایالات متحده درآمد. او اولین بازی حرفه ای خود را در سال ۱۹۸۱ انجام داد و جیمز «باستر» داگلاس، قهرمان بی چون و چرای سنگین‌وزن جهان را با ناک اوت در راند دوم شکست داد. او رکورد ۱۴–۰ را به دست آورد و اولین مردی شد که جورج چاپلین مدعی کهنه‌کار (TKO4) را متوقف کرد و همچنین گرگ پیج (W12) قهرمان سنگین‌وزن آینده WBA را شکست داد تا قهرمانی سنگین‌وزن انجمن بوکس ایالات متحده را به دست آورد.
بی پس از شکست مقابل لری هولمز دیگر هیچ‌گاه اعتماد به نفس خود را به دست نیاورد، عنوان USBA خود را در راند یازدهم مبارزه برگشت خود به تروور بربیک از دست داد، سپس تا پایان دوران حرفه ای خود با باخت در مقابل افرادی مانند جیمز اسمیت ، جو باگنر در استرالیا، تایرل بیگز و جانی دوپلوی در آفریقای جنوبی به وضعیت «حریف» سقوط کرد. او در سال ۱۹۸۷ پس از باخت به جانی دوو پلوی بازنشسته شد، اما در سال ۱۹۹۰ بازگشتی دوباره داشت. در سال ۱۹۹۴ در آخرین مبارزه خود دیوید جاکو را در چین ناک اوت کرد. او قبل از بازگشت به ایالات متحده و کار قدیمی خود در ساخت و ساز مدتی در چین زندگی کرد.
بی در سال ۲۰۱۷ در حادثه ساختمانی در کامدن نیوجرسی درگذشت.

## رکورد بوکس حرفه ای
| 18 Wins (14 knockouts, 4 decisions), 11 Losses (8 knockouts, 3 decisions), 1 Draw |         |                     |      |       |            |                                |                                                                                                |
| Result                                                                            | Record  | Opponent            | Type | Round | Date       | Location                       | Notes                                                                                          |
| Win                                                                               | ۱۸–۱۱–۱ | دیوید جاکو          | TKO  | ۸     | ۱۹۹۴-۰۹-۱۷ | ماکائو، چین                    |                                                                                                |
| Loss                                                                              | ۱۷–۱۱–۱ | Zeljko Mavrovic     | TKO  | ۴     | ۱۹۹۳-۱۰-۱۶ | کوبلنتس، Germany               |                                                                                                |
| Loss                                                                              | ۱۷–۱۰–۱ | Terry Davis         | UD   | ۱۲    | ۱۹۹۳-۰۲-۲۷ | پکن، China                     | اتحادیه جهانی بوکس Continental Americas Heavyweight Title.                                     |
| Loss                                                                              | ۱۷–۹–۱  | Derek Williams      | TKO  | ۶     | ۱۹۹۱-۰۹-۳۰ | لندن، England                  |                                                                                                |
| مساوی Draw                                                                        | ۱۷–۸–۱  | دیوید جاکو          | PTS  | ۱۰    | ۱۹۹۱-۰۹-۰۷ | ساراسوتا، فلوریدا، U.S.        |                                                                                                |
| Loss                                                                              | ۱۷–۸    | Joe Hipp            | TKO  | ۷     | ۱۹۹۱-۰۲-۲۶ | برمینگم، آلاباما، U.S.         | Referee stopped the bout at 1:07 of the seventh round.                                         |
| Loss                                                                              | ۱۷–۷    | بروس سلدون          | TKO  | ۱۰    | ۱۹۹۰-۱۱-۰۱ | آتلانتیک سیتی، نیوجرسی، U.S.   | Referee stopped the bout at 0:38 of the tenth round.                                           |
| Win                                                                               | ۱۷–۶    | Terry Miller        | KO   | ۲     | ۱۹۹۰-۰۸-۲۱ | رالی، کارولینای شمالی، U.S.    |                                                                                                |
| Win                                                                               | ۱۶–۶    | Paul Bradshaw       | TKO  | ۳     | ۱۹۹۰-۰۲-۱۷ | ادمونتون، Canada               |                                                                                                |
| Loss                                                                              | ۱۵–۶    | Johnny DuPlooy      | KO   | ۹     | ۱۹۸۷-۰۴-۲۷ | ژوهانسبورگ، آفریقای جنوبی      |                                                                                                |
| Loss                                                                              | ۱۵–۵    | تایرل بیگز          | TKO  | ۶     | ۱۹۸۷-۰۳-۰۷ | لاس وگاس، U.S.                 | Referee stopped the bout at 2:15 of the sixth round.                                           |
| Loss                                                                              | ۱۵–۴    | جو باگنر            | UD   | ۱۰    | ۱۹۸۶-۱۱-۱۴ | سیدنی، Australia               |                                                                                                |
| Loss                                                                              | ۱۵–۳    | جیمز اسمیت (بوکسور) | UD   | ۱۰    | ۱۹۸۶-۰۸-۲۳ | فایتویل، کارولینای شمالی، U.S. |                                                                                                |
| Win                                                                               | ۱۵–۲    | Wesley Smith        | SD   | ۱۰    | ۱۹۸۶-۰۱-۱۷ | آتلانتا، U.S.                  | Split Decision win 10 Rounds.                                                                  |
| Loss                                                                              | ۱۴–۲    | تروور بربیک         | TKO  | ۱۱    | ۱۹۸۵-۰۶-۱۵ | لاس وگاس، U.S.                 | فدراسیون بین‌المللی بوکس Heavyweight Title. Referee stopped the bout at 2:30 of the 11th round. |
| Loss                                                                              | ۱۴–۱    | لری هولمز           | TKO  | ۱۰    | ۱۹۸۵-۰۳-۱۵ | لاس وگاس، U.S.                 | For IBF, The Ring, and lineal heavyweight titles.                                              |
| Win                                                                               | ۱۴–۰    | گرگ پیج (بوکسور)    | UD   | ۱۲    | ۱۹۸۴-۰۸-۳۱ | لاس وگاس، U.S.                 | فدراسیون بین‌المللی بوکس Heavyweight Title.                                                     |
| Win                                                                               | ۱۳–۰    | Leroy Caldwell      | PTS  | ۱۰    | ۱۹۸۴-۰۳-۰۹ | لاس وگاس، U.S.                 |                                                                                                |
| Win                                                                               | ۱۲–۰    | Alf Coffin          | KO   | ۲     | ۱۹۸۳-۰۸-۱۷ | لاس وگاس، U.S.                 |                                                                                                |
| Win                                                                               | ۱۱–۰    | Grady Daniels       | KO   | ۱     | ۱۹۸۳-۰۷-۱۶ | لاس وگاس، U.S.                 | Daniels knocked out at 2:01 of the first round.                                                |
| Win                                                                               | ۱۰–۰    | Chuck Johnson       | TKO  | ۳     | ۱۹۸۳-۰۲-۱۲ | کلیولند، اوهایو، U.S.          |                                                                                                |
| Win                                                                               | ۹–۰     | George Chaplin      | TKO  | ۴     | ۱۹۸۲-۱۱-۲۶ | هیوستون، U.S.                  |                                                                                                |
| Win                                                                               | ۸–۰     | Larry Beilfuss      | TKO  | ۱     | ۱۹۸۲-۱۰-۰۲ | آتلانتیک سیتی، نیوجرسی، U.S.   |                                                                                                |
| Win                                                                               | ۷–۰     | Jack Watkins        | KO   | ۲     | ۱۹۸۲-۰۸-۱۴ | کلیولند، اوهایو، U.S.          |                                                                                                |
| Win                                                                               | ۶–۰     | Larry Sims          | PTS  | ۶     | ۱۹۸۲-۰۶-۲۷ | هایلند هایتس، اوهایو، U.S.     |                                                                                                |
| Win                                                                               | ۵–۰     | Laverne Bumpers     | TKO  | ۱     | ۱۹۸۲-۰۵-۰۲ | آتلانتیک سیتی، نیوجرسی، U.S.   |                                                                                                |
| Win                                                                               | ۴–۰     | D.B. Johnson        | KO   | ۱     | ۱۹۸۲-۰۴-۰۹ | کلیولند، اوهایو، U.S.          |                                                                                                |
| Win                                                                               | ۳–۰     | Steve Flemester     | TKO  | ۲     | ۱۹۸۲-۰۳-۲۰ | آتلانتیک سیتی، نیوجرسی، U.S.   |                                                                                                |
| Win                                                                               | ۲–۰     | Larry Ham           | TKO  | ۱     | ۱۹۸۲-۰۲-۲۴ | آتلانتیک سیتی، نیوجرسی، U.S.   |                                                                                                |
| Win                                                                               | ۱–۰     | باستر داگلاس        | TKO  | ۲     | ۱۹۸۱-۱۱-۰۶ | پیتسبرگ، U.S.                  |                                                                                                |